# 쿨케라톱스
쿨케라톱스(Kulceratops)는 백악기 전기 알브절에 살던 각룡류 공룡이다. 이 시기에 알려진 몇 안 되는 각룡류 중 하나다. 쿨케라톱스의 화석은 부분적으로만 발견되었다. 턱과 이빨조각만이 알려져 있다.

## 명명
쿨케라톱스라는 이름은 레프 알렉산드로비치 네소프가 1995년에 붙였다. 모식종은 쿨케라톱스 쿨렌시스 (Kulceratops kulensis)이다. 속명과 종명 모두 코드자쿨 층에서 유래한 것으로 "쿨" 은 우즈벡어 로 호수라는 뜻이다. 화석은 중앙 아시아의 우즈베키스탄에서 발견되었다. 완모식표본인 CCMGE No. 495/12457은 1914년에 지질학자 안드레이 드미트리에비치 아르칸젤스키에 의해 발견되었다. 앞쪽 끝부분이 떨어져 나간 왼쪽 하악골 로 구성되어 있다.

## 분류
쿨케라톱스는 각룡류 ("뿔이 있는 얼굴"이라는 의미의 그리스어) 에 속한다. 이들은 초식성 공룡으로 앵무새처럼 생긴 부리를 가졌으며 백악기 동안 북아메리카와 아시아에서 번성했다. 쿨케라톱스는 신각룡류 중 가장 오래된 것으로 네소프는 이것을 아르카이오케라톱스과로 분류했다. 이후의 연구자들은 쿨케라톱스를 프로토케라톱스과이거나 원시적인 신각룡류라고 보았다. 발견된 화석이 충분치 않아 현재는 의문명으로 간주된다.

## 식성
다른 각룡류들과 마찬가지로 쿨케라톱스는 초식성이었다. 백악기 전기에 속씨식물이 "지리적으로 제한된 지역에" 분포하고 있었기 때문에 쿨케라톱스는 아마도 당시에 널리 번성하고 있던 식물들 즉 양치류, 소철, 침엽수 등을 먹이로 했을 것이다. 각룡류가 공통적으로 가지고 있는 날카로운 부리로 잎을 뜯었을 것으로 보인다.

## 참고 문헌
- Kulceratops at Thescelosaurus